# Lijst van Belgische films (2010-2019)
Dit is een lijst van Belgische films in de periode van 2010 t/m 2019, op datum van uitkomst.
| Titel                                    | Regisseur                                  | Jaar | Genre                  | Taal       | Opmerkingen                                                              |
| ---------------------------------------- | ------------------------------------------ | ---- | ---------------------- | ---------- | ------------------------------------------------------------------------ |
| Bo                                       | Hans Herbots                               | 2010 | Drama                  | Nederlands |                                                                          |
| Wolf                                     | Stef Desmyter                              | 2010 | Actie                  | Nederlands |                                                                          |
| Marieke Marieke                          | Sophie Schouckens                          | 2010 | Drama                  | Frans      | Co-productie Duitsland                                                   |
| Sammy's Adventures: The Secret Passage   | Ben Stassen Mimi Maynard                   | 2010 | Animatie               | Engels     | Co-productie Frankrijk & Verenigde Staten                                |
| Adem                                     | Hans Van Nuffel                            | 2010 | Drama                  | Nederlands | Co-productie Nederland                                                   |
| Turquaze                                 | Kadir Balci                                | 2010 | Drama                  | Nederlands |                                                                          |
| Illégal                                  | Olivier Masset-Depasse                     | 2010 | Drama                  | Frans      | Co-productie Luxemburg & Frankrijk                                       |
| Vampires                                 | Vincent Lannoo                             | 2010 | Komedie                | Frans      |                                                                          |
| Zot van A.                               | Jan Verheyen                               | 2010 | Komedie                | Nederlands |                                                                          |
| 22 mei                                   | Koen Mortier                               | 2010 | Thriller               | Nederlands | Co-productie Nederland                                                   |
| Frits & Freddy                           | Guy Goossens                               | 2010 | Komedie                | Nederlands |                                                                          |
| En waar de sterre bleef stille staan     | Gust Van den Berghe                        | 2010 | Drama                  | Nederlands |                                                                          |
| Smoorverliefd                            | Hilde Van Mieghem                          | 2010 | Romantische Komedie    | Nederlands |                                                                          |
| Mega Mindy en het Zwarte Kristal         | Matthias Temmermans                        | 2010 | Familie                | Nederlands |                                                                          |
| Pulsar                                   | Alex Stockman                              | 2010 | Drama                  | Nederlands |                                                                          |
| Hitler à Hollywood                       | Frédéric Sojcher                           | 2010 | Thriller               | Frans      |                                                                          |
| Rundskop                                 | Michael R. Roskam                          | 2011 | Misdaad                | Nederlands | Co-productie Nederland Nominatie Oscar voor beste niet-Engelstalige film |
| Noordzee, Texas                          | Bavo Defurne                               | 2011 | Drama                  | Nederlands |                                                                          |
| Le Gamin au vélo                         | Jean-Pierre Dardenne Luc Dardenne          | 2011 | Drama                  | Frans      | Co-productie Frankrijk & Italië                                          |
| Schellebelle 1919                        | Johan Heldenbergh Kenneth Taylor           | 2011 | Drama                  | Nederlands |                                                                          |
| Swooni                                   | Kaat Beels                                 | 2011 | Drama                  | Nederlands |                                                                          |
| Portable Life                            | Fleur Boonman                              | 2011 | Avontuur               | Nederlands | Co-productie Nederland                                                   |
| Hasta la vista                           | Geoffrey Enthoven                          | 2011 | Komedie                | Nederlands |                                                                          |
| Quichote's Eiland                        | Didier Volckaert                           | 2011 | Avontuur               | Nederlands |                                                                          |
| Blue Bird                                | Gust Van den Berghe                        | 2011 | Drama                  | Frans      | Co-productie Nederland                                                   |
| Code 37                                  | Jakob Verbruggen                           | 2011 | Misdaad                | Nederlands |                                                                          |
| Het varken van Madonna                   | Frank Van Passel                           | 2011 | Romantische Komedie    | Nederlands |                                                                          |
| The Invader                              | Nicolas Provost                            | 2011 | Drama                  | Frans      |                                                                          |
| Groenten uit Balen                       | Frank Van Mechelen                         | 2011 | Drama                  | Nederlands |                                                                          |
| Mega Mindy en de Snoepbaron              | Vincent Rouffaer                           | 2011 | Familie                | Nederlands |                                                                          |
| Tot altijd                               | Nic Balthazar                              | 2012 | Drama                  | Nederlands |                                                                          |
| Mixed Kebab                              | Guy Lee Thys                               | 2012 | Drama                  | Nederlands |                                                                          |
| Allez, Eddy!                             | Gert Embrechts                             | 2012 | Komedie                | Nederlands |                                                                          |
| Plop wordt Kabouterkoning                | Gert-Jan Booy                              | 2012 | Familie                | Nederlands |                                                                          |
| Weekend aan zee                          | Ilse Somers                                | 2012 | Romantische Komedie    | Nederlands |                                                                          |
| À perdre la raison                       | Joachim Lafosse                            | 2012 | Drama                  | Frans      | Co-productie Luxemburg & Frankrijk & Zwitserland                         |
| Sammy's Adventures: Escape from Paradise | Vincent Kesteloot Ben Stassen Mimi Maynard | 2012 | Animatie               | Engels     |                                                                          |
| Little Black Spiders                     | Patrice Toye                               | 2012 | Drama                  | Nederlands |                                                                          |
| The Broken Circle Breakdown              | Felix Van Groeningen                       | 2012 | Drama                  | Nederlands | Nominatie Oscar voor beste niet-Engelstalige film                        |
| Offline                                  | Peter Monsaert                             | 2012 | Drama                  | Nederlands |                                                                          |
| K3 Bengeltjes                            | Bart van Leemputten                        | 2012 | Familie                | Nederlands |                                                                          |
| Brasserie Romantiek                      | Joël Vanhoebrouck                          | 2012 | Romantische Komedie    | Nederlands |                                                                          |
| La Cinquième Saison                      | Peter Brosens                              | 2013 | Drama                  |            |                                                                          |
| Frits & Franky                           | Marc Punt                                  | 2013 | Komedie                |            |                                                                          |
| Kinshasa Kids                            | Marc-Henri Wajnberg                        | 2013 | Drama                  |            |                                                                          |
| Bingo                                    | Rudi Van Den Bossche                       | 2013 | Komedie                |            |                                                                          |
| Het vonnis                               | Jan Verheyen                               | 2013 | Thriller               |            |                                                                          |
| Flits & het magische huis                | Ben Stassen                                | 2013 | Animatie / Avontuur    |            | Co-productie Frankrijk & Verenigd Koninkrijk                             |
| De behandeling                           | Hans Herbots                               | 2014 | Thriller               |            |                                                                          |
| Welp                                     | Jonas Govaerts                             | 2014 | Horror                 |            |                                                                          |
| De maagd van Gent                        | Nicolaas Rahoens                           | 2014 | Drama                  |            |                                                                          |
| Waste Land                               | Pieter Van Hees                            | 2014 | Thriller               |            |                                                                          |
| Benoît Brisefer: Les taxis rouges        | Manuel Pradal                              | 2014 | Komedie                |            | Stripverfilming                                                          |
| Lee & Cindy C.                           | Stany Crets                                | 2015 | Tragikomedie           |            |                                                                          |
| Keeper                                   | Guillaume Senez                            | 2015 | Drama                  |            | Co-productie Zwitserland                                                 |
| Galloping Mind                           | Wim Vandekeybus                            | 2015 | Drama                  |            |                                                                          |
| Le Tout Nouveau Testament                | Jaco Van Dormael                           | 2015 | Komedie                |            | Co-productie Frankrijk & Luxemburg                                       |
| Café Derby                               | Lenny Van Wesemael                         | 2015 | Familie                |            |                                                                          |
| D'Ardennen                               | Robin Pront                                | 2015 | Thriller               |            |                                                                          |
| Terug naar morgen                        | Lukas Bossuyt                              | 2015 | Drama / Sciencefiction |            |                                                                          |
| Problemski Hotel                         | Manu Riche                                 | 2015 | Drama                  |            |                                                                          |
| Black                                    | Adil El Arbi Bilall Fallah                 | 2015 | Drama                  |            |                                                                          |
| Pact                                     | Ray Kermani                                | 2015 | Horror                 |            |                                                                          |
| Brak                                     | Laurent Van Lancker                        | 2015 | Drama                  |            |                                                                          |
| Ay Ramon!                                | Stijn Coninx                               | 2015 | Jeugd                  |            |                                                                          |
| Wat mannen willen                        | Filip Peeters                              | 2015 | Komedie                |            |                                                                          |
| Mega Mindy versus Rox                    | Matthias Temmermans                        | 2015 | Jeugd                  |            |                                                                          |
| Broer                                    | Geoffrey Enthoven                          | 2016 | Thriller               |            |                                                                          |
| Achter de wolken                         | Cecilia Verheyden                          | 2016 | Romantiek              |            |                                                                          |
| Helden van de zee                        | Diederd Esseldeurs                         | 2016 | Avontuur / Familie     |            |                                                                          |
| Belgica                                  | Felix Van Groeningen                       | 2016 | Drama                  |            |                                                                          |
| Everybody Happy                          | Nic Balthazar                              | 2016 | Drama                  |            |                                                                          |
| De premier                               | Erik Van Looy                              | 2016 | Thriller               |            |                                                                          |
| De Buurtpolitie: De Grote Geldroof       | Dennis Vanslembrouck                       | 2016 | Familie                |            |                                                                          |
| Crimi Clowns 2.0: Uitschot               | Luk Wyns                                   | 2016 | Thriller               |            |                                                                          |
| Ghost Rockers - Voor altijd?             | Gert-Jan Booy                              | 2016 | Avontuur / Familie     |            |                                                                          |
| Pippa                                    | Marc Punt                                  | 2016 | Komedie                |            |                                                                          |
| Bad Trip                                 | Dries Vos                                  | 2017 | Komedie                |            |                                                                          |
| K3 Love Cruise                           | Frederick Sonck                            | 2017 | Familie                |            |                                                                          |
| Le Fidèle                                | Michaël R. Roskam                          | 2017 | Misdaad                |            |                                                                          |
| Het tweede gelaat                        | Jan Verheyen                               | 2017 | Thriller               |            |                                                                          |
| Girl                                     | Lukas Dhont                                | 2018 | Drama                  |            |                                                                          |
| Patser                                   | Adil El Arbi en Bilall Fallah              | 2018 | Misdaad                |            |                                                                          |
| Niet schieten                            | Stijn Coninx                               | 2018 | Drama                  |            |                                                                          |
| De Superjhemp retörns                    | Félix Koch                                 | 2018 | Superheldenfilm        | Luxemburgs | Co-productie met Luxemburg (Hoofdproducent is Luxemburg)                 |
| Nachtwacht: De Poort der Zielen          | Gert-Jan Booy                              | 2018 | Familie / Avontuur     | Nederlands |                                                                          |
| Urbanus: De vuilnisheld                  | Erik Verkerk en Joost Van den Bosch        | 2019 | Animatie / Komedie     | Nederlands |                                                                          |

Films A-Z · Belgische cinema · Lijst van Belgische filmregisseurs
Lijst van Belgische films per decennium:
1896-1919 · 1920-1929 · 1930-1939 · 1940-1949 · 1950-1959 · 1960-1969 · 1970-1979 · 1980-1989 · 1990-1999 · 2000-2009 · 2010-2019 · 2020-2029
België · Denemarken · Duitsland · Finland · Frankrijk · Griekenland · Haïti · India · Italië · Luxemburg · Madagaskar · Nederland · Noorwegen · Oostenrijk · Polen · Portugal · Roemenië · Spanje · Tsjechië · Turkije · Zweden · Zwitserland